# Un disastro di ragazza
Un disastro di ragazza (Trainwreck) è un film del 2015 diretto da Judd Apatow.

## Trama
Amy, una giovane donna in carriera che lavora per una rivista, vive un'esistenza superficiale dedita solo al divertimento e alla baldoria, tradisce il fidanzato Steven con altri uomini e fa spesso uso di alcolici e droghe. La sua vita è stata pesantemente condizionata dalla figura di suo padre Gordon, un uomo scorbutico ed egoista che si è separato dalla moglie a causa delle proprie ripetute infedeltà. Amy gli è molto affezionata, anche se proprio questi le ha inculcato l'idea che la monogamia sessuale per lei sia impraticabile.
Quando il capo-redattore della protagonista le affida il compito di scrivere un articolo sul dottor Aaron Conners, un medico sportivo famoso per aver operato grandi atleti e per aver collaborato con Medici senza frontiere, questa dapprima tenta di rifiutare l'incarico, ritenendolo troppo lontano dalla propria sfera di competenza, ma alla fine si vede costretta ad accettare. Frattanto, Steven scopre che Amy lo tradisce leggendo alcuni messaggi sul cellulare di lei. Quest'ultima gli spiega che lei vede la loro relazione da una prospettiva diversa, e di non considerare la loro storia "esclusiva", e Steven la lascia.
Amy inizia a scrivere l'articolo su Aaron, ma mentre testa l'attrezzatura del dottore, inizia a iperventilare; il medico aiuta la ragazza a calmarsi e i due fanno amicizia, vanno a mangiare in un ristorante, poi vanno nell'appartamento di Aaron e finiscono a letto insieme. Amy passa tutta la notte con lui, benché dopo aver avuto un rapporto sessuale con un uomo sia solita andarsene subito, e capisce di iniziare a provare per Aaron dei sentimenti che vanno oltre l'intesa sessuale. Decide allora di provare qualcosa di nuovo, ovvero la monogamia. Le settimane passano, e i due continuano a vedersi. Aaron va molto d'accordo con Gordon, però quest'ultimo non può fare a meno di esprimere come sempre qualche commento negativo, dicendo alla figlia che tra lei e il dottore non potrà funzionare, perché sostanzialmente Amy è come suo padre.
Quest'ultima e Aaron vanno a una festa organizzata dalla sorella di Amy, Kim, e da suo marito Tom, che sono in dolce attesa di un bambino. Purtroppo la protagonista inizia a sentirsi soffocata quando le amiche della sorella le fanno delle domande sull'eventualità di avere una famiglia con Aaron, mentre questi si sente a disagio quando Tom fa un commento sulla vita promiscua di Amy.
Quest'ultima e Kim devono affrontare il lutto per la morte di Gordon, da tempo affetto da sclerosi multipla, e al funerale Amy fa un discorso commovente dicendo ai presenti come, a prescindere dai suoi difetti, Gordon l'avesse sempre fatta sentire amata. Poi però Kim e Amy iniziano a litigare: quest'ultima rimprovera la sorella per non essere mai stata gentile con Gordon, ed infatti Kim non gli aveva mai perdonato tutte le cattiverie inferte alla madre; allo stesso tempo anche Kim accusa Amy di non aver mai accettato lo stile di vita della sorella. Le cose si complicano quando Aaron, dopo il funerale, confessa ad Amy di amarla, ma la ragazza non ritiene di essere pronta per una cosa del genere.
Il ragazzo porta la protagonista a una festa organizzata in suo onore, nella quale gli viene conferito un riconoscimento per il suo lavoro. Amy alla cerimonia si mostra disinteressata, si assenta per parlare al cellulare con il suo capo, inizia a fumare dell'erba, tanto che Aaron si arrabbia moltissimo per la poca considerazione dimostrata nei suoi confronti in quello che doveva essere un giorno importante per lui. I due continuano a litigare, e Aaron ammette che il modo in cui lei abusa degli alcolici e delle droghe, nonché il suo precedente stile di vita promiscuo, lo mettono a disagio, perciò Amy decide di chiudere la loro storia sostenendo di non essere la donna adatta per lui.
La ragazza va a divertirsi con dei colleghi di lavoro, poi va a casa di Donald, lo stagista, ma proprio quando stanno per avere un rapporto sessuale, vengono colti sul fatto dalla madre di lui, il quale si rivela essere un minorenne. A questo punto Dianna, il capo di Amy, la licenzia. La vita di quest'ultima cade a pezzi perché ha perso sia il lavoro che l'uomo di cui era innamorata. Va a trovare la sorella Kim, scoprendo che anche lei sente la mancanza di Gordon. Amy si scusa con la sorella confessando di aver sempre criticato lei e la sua famiglia solo per invidia, sentendosi troppo diversa da Kim per poter ambire ad avere la sua stessa fortuna. Infine le due sorelle fanno pace, ma Kim fa capire ad Amy che per lei è arrivato il momento di cambiare stile di vita.
La ragazza si sbarazza delle droghe e degli alcolici che ha in casa, poi trova lavoro nella rivista Vanity Fair, pubblicando l'articolo che ha scritto su Aaron. Quest'ultimo va alla partita di Amar'e Stoudemire, che è stato operato proprio da lui, ed ha un'inaspettata sorpresa: Amy, vestita da cheerleader, fa un numero insieme alle altre cheerleader solo per lui. Quando quest'ultima gli dice che finalmente è pronta per impegnarsi con lui in una relazione seria, i due si dichiarano amore reciproco e infine si baciano.

## Riconoscimenti
- 2015 - Hollywood Film Awards[1]
  - Miglior attore in un film commedia a Amy Schumer
- 2016 - MTV Movie Awards[2]
  - Candidatura per la migliore performance rivelazione a Amy Schumer
  - Candidatura per la migliore performance comica a Amy Schumer
  - Candidatura per il miglior bacio a Amy Schumer e Bill Hader
  - Candidatura per il miglior cast